# Coupe de France 1966/67
Het seizoen 1966/67 was het 50e seizoen van de Coupe de France in het voetbal. Het toernooi werd georganiseerd door de Franse voetbalbond.
Dit seizoen namen er 1378 clubs deel (152 meer dan de record deelname uit het seizoen 1961/62). De competitie ging in de zomer van 1966 van start en eindigde op 21 mei 1967 met de finale in het Parc des Princes in Parijs. De finale werd gespeeld tussen Olympique Lyon en FC Sochaux (beide clubs stonden voor de derde keer in de finale). Olympique Lyon veroverde voor de tweede keer de beker door FC Sochaux met 3-1 te verslaan.
Als bekerwinnaar vertegenwoordigde Olympique Lyon Frankrijk in de Europacup II 1967/68.

## Uitslagen

### 1/32 finale
De wedstrijden werden op 15 januari gespeeld. De beslissingswedstrijden op 18 (US Valenciennes-Anzin - Stade Reims), 19 (As Monaco - OGC Nice) en 22 januari. De 20 clubs van de Division 1 kwamen in deze ronde voor het eerst in actie.
| Winnaar        | Uitslag        | Verliezer            |
| -------------- | -------------- | -------------------- |
| Olympique Lyon | 3-1            | CO Saint-Dizier      |
| FC Sochaux     | 2-0            | ASPTT Paris          |
| AS Angoulême   | 3-0            | US Le Mans           |
| Stade Rennes   | 1-0            | Stade Laval          |
| SCO Angers     | 2-1            | Girondins Bordeaux   |
| SEC Bastia     | 3-0            | US Concarneau        |
| RC Lens        | 1-0            | FC Dieppe            |
| AS Monaco      | 0-0 nv; 3-1 nv | OGC Nice             |
| FC Rouen       | 3-0            | Racing Calais        |
| ECAC Chaumont  | 3-1 nv         | AC Cambrai           |
| FC Nantes      | 4-0            | Toulouse FC          |
| Stade Paris    | 3-0            | US Quevilly          |
| Lille OSC      | 2-1            | RCFC Besançon        |
| RC Strasbourg  | 2-0            | RS Champigny-Cœuilly |
| RC Paris-Sedan | 10-2           | US Tavaux-Damparis   |
| AS Aix         | 1-0            | Olympique Nîmes      |

| Winnaar               | Uitslag     | Verliezer              |
| --------------------- | ----------- | ---------------------- |
| AS Saint-Étienne      | 1-0         | Sporting Toulon        |
| AC Ajaccio            | 1-0         | FC Metz                |
| FC Grenoble           | 2-1         | CS Pierrots Strasbourg |
| Olympique Avignon     | 3-0         | SSMC Miramas           |
| Olympique Marseille   | 1-1 nv; 4-0 | US Albi                |
| SC Challans           | 1-0         | Stade Poitiers         |
| SC Abbeville          | 2-1         | AS Cherbourg           |
| AS Aulnoye            | 2-1         | AS Strasbourg          |
| Red Star Olympique    | 3-1         | FC Lorient             |
| FC Sète               | 2-0         | CO Le Puy              |
| ESCN La Ciotat        | 2-0         | US Cazères             |
| US Valenciennes-Anzin | 1-1 nv; 2-1 | Stade Reims            |
| Stade Saint-Germain   | 0-0 nv; 2-1 | CA Mantes              |
| FC Annecy             | 1-0         | AS Cannes              |
| EDS Montluçon         | 3-3 nv; 2-1 | GC Gond Pontouvre      |
| Limoges FC            | 1-0         | Tours FC               |

### 1/16 finale
De wedstrijden werden op 13, 17 (AS Aix - US Valenciennes-Anzin) en 24 februari (Olympique Nîmes - OGC Nice) gespeeld, de beslissingswedstrijden op 20 (AS Cannes - AS Mutzig) en 17 februari en 3 maart (FC Nantes - Lille OSC).
| Winnaar        | Uitslag     | Verliezer           |
| -------------- | ----------- | ------------------- |
| Olympique Lyon | 2-0         | AS Saint-Étienne    |
| FC Sochaux     | 2-1         | AC Ajaccio          |
| AS Angoulême   | 2-0         | FC Grenoble         |
| Stade Rennes   | 3-1         | Olympique Avignon   |
| SCO Angers     | 5-0         | Olympique Marseille |
| SEC Bastia     | 2-1         | SC Challans         |
| RC Lens        | 1-1 nv; 2-0 | SC Abbeville        |
| AS Monaco      | 1-1 nv; 6-3 | AS Aulnoye          |

| Winnaar        | Uitslag | Verliezer             |
| -------------- | ------- | --------------------- |
| FC Rouen       | 2-1     | Red Star Olympique    |
| ECAC Chaumont  | 4-0     | FC Sète               |
| FC Nantes      | 2-1     | ESCN La Ciotat        |
| Stade Paris    | 2-1     | US Valenciennes-Anzin |
| Lille OSC      | 2-0     | Stade Saint-Germain   |
| RC Strasbourg  | 1-0     | FC Annecy             |
| RC Paris-Sedan | 2-1     | EDS Montluçon         |
| AS Aix         | 2-1     | Limoges FC            |

### 1/8 finale
De wedstrijden werden op 12 maart gespeeld, de beslissingswedstrijden op 15 maart.
| Winnaar        | Uitslag     | Verliezer     |
| -------------- | ----------- | ------------- |
| Olympique Lyon | 1-0         | FC Rouen      |
| FC Sochaux     | 1-1 nv; 2-1 | ECAC Chaumont |
| AS Angoulême   | 1-1 nv; 1-0 | FC Nantes     |
| Stade Rennes   | 2-0         | Stade Paris   |

| Winnaar    | Uitslag | Verliezer      |
| ---------- | ------- | -------------- |
| SCO Angers | 1-0     | Lille OSC      |
| SEC Bastia | 3-1     | RC Strasbourg  |
| RC Lens    | 2-1 nv  | RC Paris-Sedan |
| AS Monaco  | 1-0     | AS Aix         |

### Kwartfinale
De wedstrijden werden op 2 april gespeeld, de beslissingswedstrijden op 5 en 12 april.
| Winnaar        | Uitslag             | Verliezer  |
| -------------- | ------------------- | ---------- |
| Olympique Lyon | 1-0                 | SCO Angers |
| FC Sochaux     | 1-1 nv; 0-0 nv; 1-0 | SEC Bastia |
| AS Angoulême   | 2-0                 | RC Lens    |
| Stade Rennes   | 2-1                 | AS Monaco  |

### Halve finale
De wedstrijden werden op 21 en 29 april (FC Sochaux - Stade Rennes) en op 23 april, 3 en 10 mei (Olympique Lyon - AS Angoulême) gespeeld.
| Winnaar        | Uitslag               | Verliezer    |
| -------------- | --------------------- | ------------ |
| Olympique Lyon | 3-3 nv; 1-1 nv; 1-1nl | AS Angoulême |
| FC Sochaux     | 0-0 nv; 4-3           | Stade Rennes |

### Finale
De wedstrijd werd op 21 mei 1967 gespeeld in het Parc des Princes in Parijs voor 32.523 toeschouwers. De wedstrijd stond onder leiding van scheidsrechter Robert Lacoste.
| Winnaar                                                | Uitslag | Finalist          |
| ------------------------------------------------------ | ------- | ----------------- |
| Olympique Lyon                                         | 3-1     | FC Sochaux        |
| Angel Rambert 22' André Perrin 81' Fleury Di Nallo 89' |         | 33' Louis Leclerc |

1917/18 · 1918/19 · 1919/20 · 1920/21 · 1921/22 · 1922/23 · 1923/24 · 1924/25 · 1925/26 · 1926/27 · 1927/28 · 1928/29 · 1929/30 · 1930/31 · 1931/32 · 1932/33 · 1933/34 · 1934/35 · 1935/36 · 1936/37 · 1937/38 · 1938/39 · 1939/40 · 1940/41 · 1941/42 · 1942/43 · 1943/44 · 1944/45 · 1945/46 · 1946/47 · 1947/48 · 1948/49 · 1949/50 · 1950/51 · 1951/52 · 1952/53 · 1953/54 · 1954/55 · 1955/56 · 1956/57 · 1957/58 · 1958/59 · 1959/60 · 1960/61 · 1961/62 · 1962/63 · 1963/64 · 1964/65 · 1965/66 · 1966/67 · 1967/68 · 1968/69 · 1969/70 · 1970/71 · 1971/72 · 1972/73 · 1973/74 · 1974/75 · 1975/76 · 1976/77 · 1977/78 · 1978/79 · 1979/80 · 1980/81 · 1981/82 · 1982/83 · 1983/84 · 1984/85 · 1985/86 · 1986/87 · 1987/88 · 1988/89 · 1989/90 · 1990/91 · 1991/92 · 1992/93 · 1993/94 · 1994/95 · 1995/96 · 1996/97 · 1997/98 · 1998/99 · 1999/00 · 2000/01 · 2001/02 · 2002/03 · 2003/04 · 2004/05 · 2005/06 · 2006/07 · 2007/08 · 2008/09 · 2009/10 · 2010/11 · 2011/12 · 2012/13 · 2013/14 · 2014/15 · 2015/16 · 2016/17 · 2017/18 · 2018/19 · 2019/20 · 2020/21 · 
2021/22 · 2022/23 · 2023/24 · 2024/25 ·